# Helga Stan-Lotter

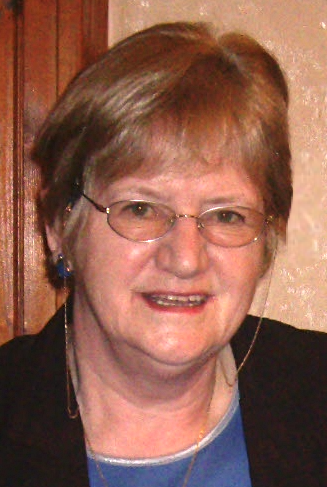
Helga Stan-Lotter 2018

Helga Gertrud Stan-Lotter, auch bekannt als Helga Gertrud Lotter (geboren am 27. Juni 1943 in Dramburg, Provinz Pommern) ist eine deutsch-österreichische Mikrobiologin, Biochemikerin, Astrobiologin und emeritierte Universitätsprofessorin.

## Leben
Helga Lotter legte ihr Abitur in Bayern ab. Das anschließende Studium der Mikrobiologie an der Technischen Universität München finanzierte sie mit Werkarbeit und Stipendien. Nach der Diplomarbeit 1972 folgte ihre Dissertation 1975 mit dem Titel Chemische und immunologische Charakterisierung eines großen BrCN-Peptids aus der alpha-Kette des Rinder-Fibrinogens bei Rupert Timpl am Max-Planck-Institut für Biochemie in Martinsried bei München. Noch im selben Jahr wurde sie zur Dr. rer. nat promoviert.
Sie heiratete den österreichisch-rumänischen Physiker Corneliu Stan und ging für einen mehrjährigen Studien- und Lehraufenthalt nach Kanada, wo sie an der Universität Calgary als Postdoc und anschließend als wissenschaftliche Mitarbeiterin (Research associate) an der University of British Columbia arbeitete. Durch ihren Forschungsbeitrag an Extremophilen kam sie über einen Wettbewerb an das Ames Research Center der NASA, Moffett Field, California, als National Research Council Associate der USA (1986–88).
Schon damals waren Arbeitsschwerpunkte die Charakterisierung der Adenosin-Triphosphatase von halophilen und thermophilen Archaebakterien sowie neue Isolate von Halobakterien aus Steinsalz. Anschließend, von 1989 bis 1997, war sie Principal Investigator am SETI Institute, Mountain View, USA. Schließlich wurde sie 1988 von dem Mikrobiologen Werner Lubitz als Projektmitarbeiterin an die Universität Wien berufen. Nach ihrer Habilitation 1990 war sie Lektorin und Projektleiterin für die Arbeitsbereiche Biotechnologie mit extremophilen Mikroorganismen und Halobakterien aus permischem Salz.
1993 erhielt sie die österreichische Staatsbürgerschaft. 1994 wurde sie zur Universitätsprofessorin für Mikrobiologie an der Universität Salzburg ernannt. In dieser Zeit betreute sie zahlreiche Diplomanden und Doktoranden aus der ganzen Welt. Auch nach ihrer Pensionierung 2008 arbeitete sie als Lektorin für Mikrobiologie (bis 2010).
Sie war Mitherausgeberin internationaler Zeitschriften („Life“, Basel, und „Saline Systems“, USA), sowie Chefredakteurin (Life Sciences, Astrobiology)
Einen Schwerpunkt ihrer Tätigkeit fand Stan-Lotter in den Salzlagerstätten im Raum Salzburg: Durch die Zusammenarbeit mit den Salinen Austria, die Bohrkerne aus Salzstollen mit etwa 250 Millionen Jahre altem und von der Umgebung völlig abgeschlossenem Salzgestein zur Verfügung stellten, konnte sie mit ihrer Arbeitsgruppe umfangreiche Forschungen an Salzbakterien (Halobakterien) in Salzstollen vornehmen und bahnbrechende Erkenntnisse bei der Erforschung von Extremophilen gewinnen. Im Salzburger Tiefengestein wurden Bakterien gefunden, die ihre Lebensfunktionen ein- und ausschalten können und auf diese Weise auch nach Millionen von Jahren in extremer Trockenheit noch reproduktionsfähig sind. Dabei wurden sogar bis dahin unbekannte Mikroorganismen entdeckt, wie z. B. Halococcus dombrowskii, ein Vertreter der Archaebakterien.
Das Überleben von Mikroorganismen unter extremen Verhältnissen ist auch bei der Suche nach Leben im Weltraum von Bedeutung. Deshalb befanden sich im europäischen Weltraumlabor Columbus, das 2008 zur Internationalen Raumstation ISS gebracht wurde, auch 200 Millionen Bakterien aus einem Salzstollen in Bad Ischl. Sie wurden sechs Monate lang dem Vakuum und der Strahlung im Weltraum ausgesetzt. Auch bei der ESA Mission EXPOSE-R2 (2014) reisten Mikroben aus dem Labor von Stan-Lotter zur ISS. Die Ergebnisse wurden 2020 publiziert.
Eine weitere grundlegende Entdeckung Stan-Lotters war das Vorkommen von ammonium-oxidierenden Archaebakterien in den Thermalquellen von Badgastein.

## Auszeichnungen / Ehrungen
- 2012 Ehrendoktorat (Dr. h.c.) von der Vasile-Goldis Western University, Arad, Rumänien
- 2004 Ernennung zum „Distinguished Visiting Scientist“ der Universität Cluj, Rumänien
- 1986–1988 Verleihung eines National Research Council Associateships Washington, USA.

## Schriften (Auswahl)
- Helga Stan-Lotter, Sergiu Fendrihan: Survival strategies of halophilic oligotrophic and desiccation resistant prokaryotes. In: Joseph Seckbach, Aharon Oren, Helga Stan-Lotter (Hrsg.): Polyextremophiles. Life under multiple form of stress. Series: Cellular Origin, Life in Extreme Habitats and Astrobiology. Band 27. Springer, Heidelberg / New York / London 2013, ISBN 978-94-007-6487-3, S. 233–248.
- H. Stan-Lotter, S. Fendrihan, M. Dornmayr-Pfaffenhuemer, u. a.: The likelihood of halophilic life in the universe. In: A. Hanslmeier, S. Kempe, J. Seckbach (Hrsg.): Life on Earth and other planetary bodies. Series: Cellular Origins, Life in Extreme Habitats and Astrobiology,. Band 24. Springer, 2012, S. 345–365.
- H. Stan-Lotter, A. Legat, E.B.M Denner, u. a.: Properties of Halococcus salifodinae, an isolate from Permian rock salt deposits, compared with halococci from surface waters. In: Life. Nr. 3, 2013, S. 244–259.
- H. Stan-Lotter, S. Fendrihan, M. Dornmayr-Pfaffenhuemer, u. a.: Spherical particles of halophilic Archaea correlate with exposure to low water activity-implications for microbial survival in fluid inclusions of ancient halite. In: Geobiology. Nr. 10, 2012, S. 424–433.
- Helga Stan-Lotter, Sergiu Fendrihan, Andrea Legat, u. a.: Lebensfähige Halobakterien auspermischem Steinsalz – und im Weltraum? In: Denisia 20. Kataloge der oberösterreichischen Landesmuseen. Neue Serie 66, 2007, S. 313–322 (zobodat.at [PDF]).
- H. Stan-Lotter, M. Pfaffenhuemer, A. Legat, u. a.: Halococcus dombrowskii sp. nov., an archaeal isolate from a Permian alpine salt deposit. In: International Journal of Systematic and Evolutionary Microbiology. Nr. 52, 2002, S. 1807–1814.
- H. Stan-Lotter, E. Doppler, M. Jarosch, u. a.: Isolation of a chymotrypsinogen B-like enzyme from the archaeon Natronomonas pharaonis and other halobacteria. In: Extremophiles. 1999, S. 153–161.
- Stefan Leuko, Helga Stan‐Lotter, u. a.: Resistance of the Archaeon Halococcus morrhuae and the Biofilm‐Forming Bacterium Halomonas muralis to Exposure to Low Earth Orbit for 534 Days. In: Joseph Seckbach, Helga Stan‐Lotter (Hrsg.): Extremophiles as Astrobiological Models. Wiley-Scrivener, 2021, ISBN 978-1-119-59168-9, S. 416.